# Jalen Hayes
Jalen Hayes (ur. 21 lutego 1995 w Lansing) – amerykański koszykarz, występujący na pozycjach niskiego lub silnego skrzydłowego, obecnie zawodnik Cheshire Phoenix.
7 sierpnia 2018 został zawodnikiem Spójni Stargard. Ostatecznie z powodu kontuzji po 9 września 2018 opuścił stargardzki zespół. 6 grudnia dołączył do brytyjskiego Cheshire Phoenix.

## Osiągnięcia
Stan na 6 grudnia 2018, na podstawie, o ile nie zaznaczono inaczej.
NCAA
- Mistrz sezonu regularnego Ligi Horizon (2017)
- Zaliczony do:
  - I składu:
    - Horizon All-League (2017, 2018)
    - najlepszych pierwszorocznych zawodników Ligi Horizon (2015)

  - II składu Ligi Horizon (2016)
- Zawodnik tygodnia Horizon League (30.01.2017, 11.12.2017, 26.12.2017)
- Lider
  - wszech czasów Ligi Horizon w liczbie:
    - fauli (387)
    - celnych rzutów za 2 punkty (680)

  - Ligi Horizon w:
    - średniej zbiórek (8,6 – 2016)
    - liczbie celnych (207, 212 – 2017) i oddanych (381) rzutów za 2 punkty (2018)